# Aulolaimoides phoxodorus
Aulolaimoides phoxodorus is een rondwormensoort. De wetenschappelijke naam van de soort is voor het eerst geldig gepubliceerd in 1964 door Andrássy.